# Міська публічна бібліотека м. Вараш

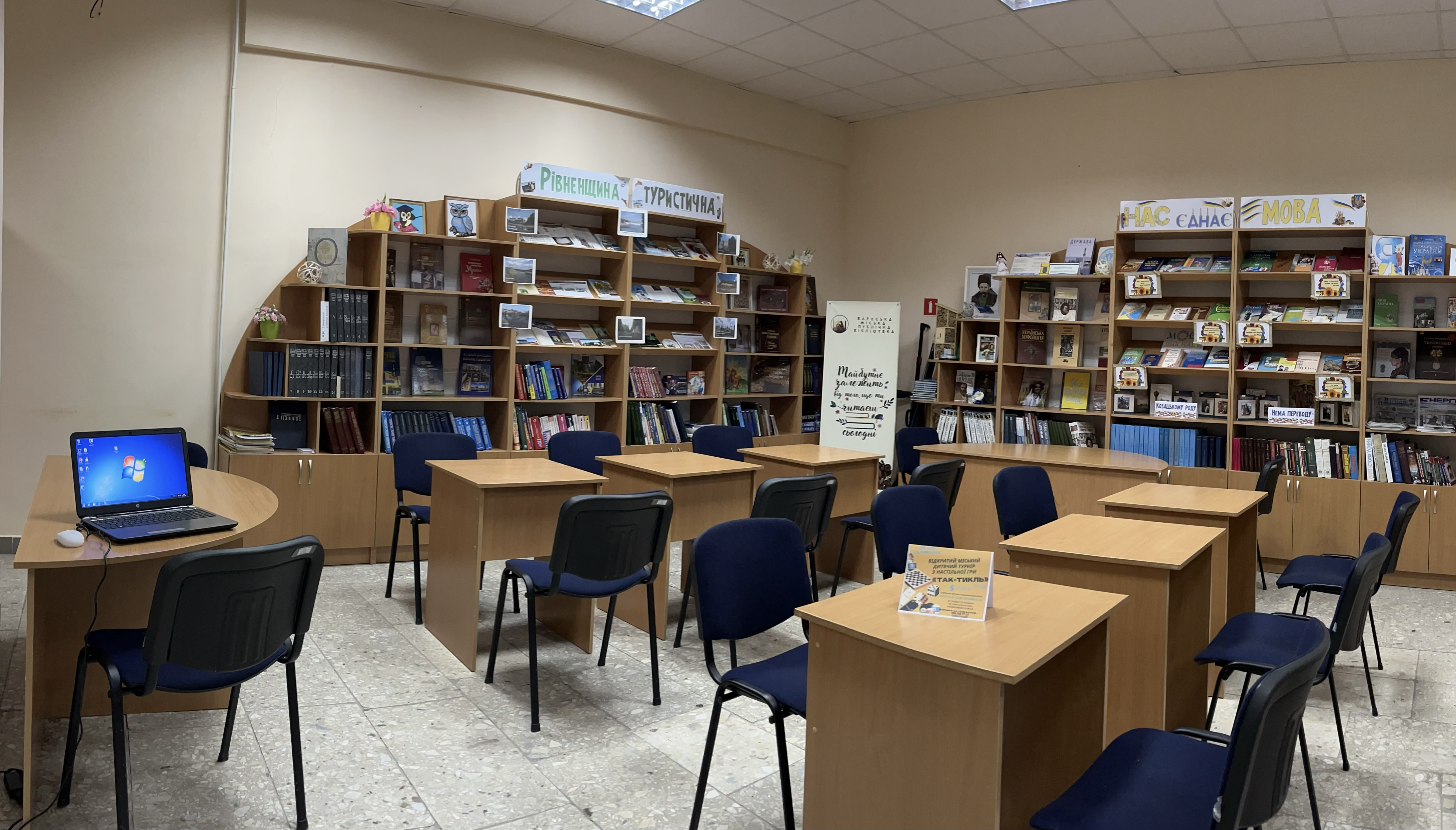

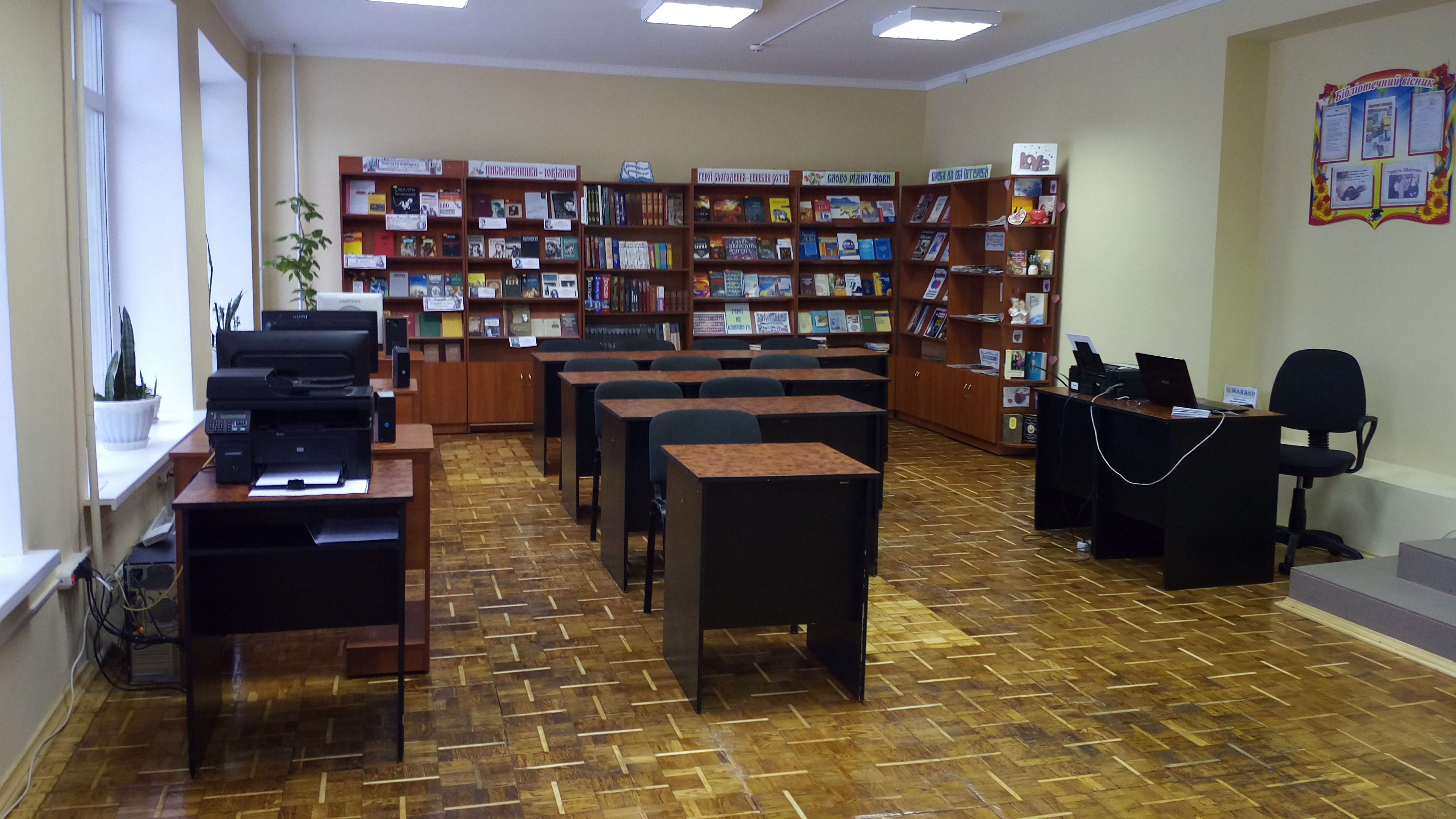
Відділ обслуговування користувачів

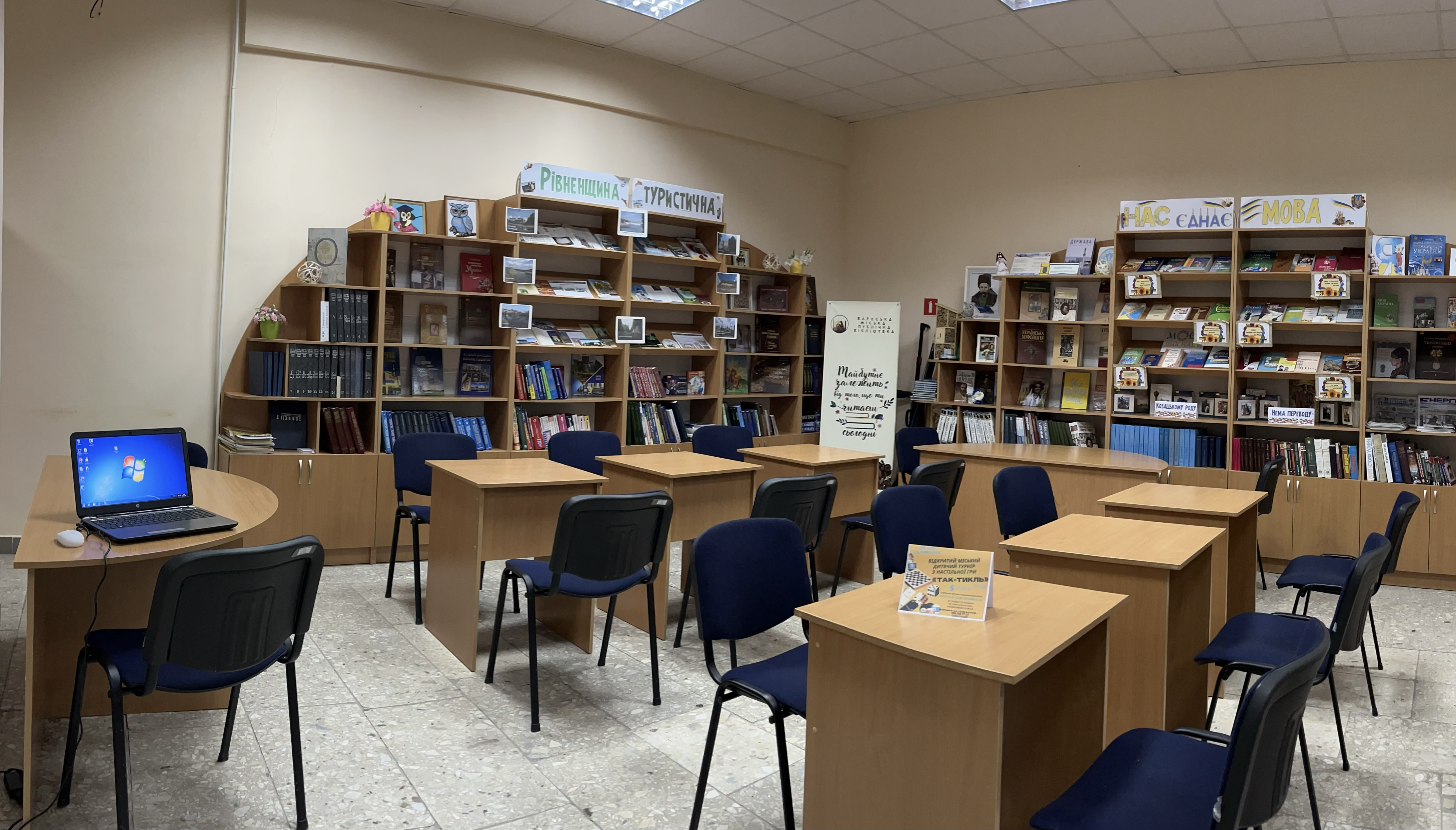
Сектор обслуговування мкр-ну Будівельників

Вараська міська публічна бібліотека  — книгозбірня міста Вараш, культурно-освітній заклад, що здійснює збирання друкованих і рукописних матеріалів, проводить їх опрацювання і відображення у каталогах, організовує відповідне їх зберігання, збереження і обслуговування ними користувачів.

## Історія бібліотеки
24 лютого 1979 року була організована перша міська бібліотека в приміщенні квартирного типу 54 кв. м. На той момент бібліотека нараховувала 8 тис. екземплярів книг та 2,5 тис. користувачів.
У 1989 році була організована Кузнецовська централізована бібліотечна система, до якої входило 5 бібліотек — міська бібліотека для дорослих, центральна дитяча бібліотека, юнацька бібліотека, філіал центральної бібліотеки, філіал дитячої бібліотеки.  Книжковий фонд книгозбірні становив  32 тис. книг.
У 2003 році розпочалась комп'ютеризація традиційних бібліотечних технологій на основі локальної мережі персональних комп'ютерів. Автоматизовано такі технологічні процеси: облік нових надходжень та обробка документів. Створено електронний каталог, електронну картотеку статей, на основі яких здійснюється довідково-бібліографічне обслуговування користувачів.
У зв'язку з впровадження адміністративної реформи до Вараської міської публіної бібліотеки  у 2020 році приєдналися бібліотеки - філії сіл:  Більска Воля, Мульчиці, Озерці, рудка, Собіщиці, Сопачів, Стара Рафалівка.   

## Структура бібліотеки
Структура:
- адміністрація
- відділ обслуговування користувачів
- сектор комплектування та електронних ресурсів
- сектор обслуговування  мкр-ну Будівельників
- сектор обслуговування юнацтва
- господарський відділ
- бібліотека - філія с. Більська Воля
- бібліотека - філія с. Заболоття
- бібліотека - філія с. Мульчиці
- бібліотечний пункт с. Журавлине
- бібліотека - філія с. Озерці
- бібліотека - філія с. Рудка
- бібліотека - філія с. Собіщиці
- бібліотека - філія  с. Сопачів
- бібліотека - філія с. Стара Рафалівка

## Фонди
Фонд  публічної бібліотеки налічує понад 87 тис. прим. документів всіх типів і видів на різних носіях інформації. Щорічно фонд поповнюється на 1 тис. нових надходжень документів.
Вараська міська публічна бібліотека обслуговує понад 9 тис. користувачів. Книговидача становить понад  148 тис. примірників, число відвідувань впродовж року — 55 тис.